# Tommaso Stigliani
Tommaso Stigliani (né le 28 juin 1573 à Matera et mort le 27 janvier 1651 à Rome) est un poète et écrivain italien.

## Biographie
À un jeune âge, il se rendit à Naples, où il a rencontré Giambattista Marino. Après un court séjour à la cour de Charles-Emmanuel Ier à Turin, en 1603 il est devenu secrétaire de Ranuce Ier Farnèse, duc de Parme. Sa première création est un court poème pastoral intitulé Il Polifemo (1600).
Il canzoniere, publié en 1605, a été placée dans l'Index librorum prohibitorum de l'Église catholique en raison de certaines énigmes considérés comme obscènes. Stigliani accusé Enrico Caterino Davila et il l'a défié en duel mais est blessé et forcé de fuir à Naples. Il a été capable de revenir à Parme, grâce à l'intercession du cardinal Cinzio Passeri Aldobrandini, le protecteur de Torquato Tasso.
Stigliani a publiè en 1617 les vingt premiers chants de Il mondo nuovo, poème sur Christophe Colomb. Établi à Rome, Stigliani a supervisé la publication de L'Essayeur de Galileo Galilei (Mascardi, 1623), a achevé et publiè intégralement Il mondo nuovo en 1628 et a écrit d'autres ouvrages, dont l'une, L'Arte del verso italiano (1658), est sortie après sa mort.
Irréductible ennemi du goût baroque, Stigliani publia contre Marino et le marinisme son pamphlet, paru après la mort du Cavalier Marino, Dell’occhiale (1627). Prince de l’Académie parmesane des Innominati, dont avaient été membres également le Tasse et Marino, Stigliani en fut exclu pour la véhémence de son propos contre le Cavalier Marino, qu’il accusait notamment d’avoir puisé chez d’autres une partie de son inspiration. De cette rivalité, Stigliani ne tira pas moins une immense notoriété auprès de tous ceux qui, pour une raison ou une autre, s’opposaient au courant mariniste.

## Œuvres principales
- Tommaso Stigliani, Il Polifemo, Milan, Pacifico Pontio, 1600 (lire en ligne)
- Tommaso Stigliani, Il mondo nuovo, Plaisance, Alessandro Bazacchi, 1617, 1re éd. (lire en ligne)
- Tommaso Stigliani, Il mondo nuovo, Rome, Giacomo Mascardi, 1628, 2e éd. (lire en ligne)
- Tommaso Stigliani, Il canzoniero, Rome, per l'erede di Bartolomeo Zannetti, 1623 (lire en ligne)
- Tommaso Stigliani, Dello occhiale, Venise, Pietro Carampello, 1627 (lire en ligne)
- L'informazione a N.S. Papa Urbano VIII delle ragioni di Matera contro gli Acheruntini per conto dell'Arcivescovado, Lecce, 1639
- Tommaso Stigliani, Lettere, Rome, Domenico Manelfi, 1651 (lire en ligne)